# Lalsk
 (juin 2024).
Lalsk (en russe : Лальск) est une commune urbaine du raïon de Louza de l'oblast de Kirov en Russie européenne. Sa population s'élevait à 2 452 habitants au recensement de 2021 .

## Géographie
Lalsk est située dans l'oblast de Kirov, un sujet de la Russie, dans le district fédéral de la Volga. Le commune urbaine se trouve dans le raïon de Louza, un raïon du centre de l'oblast,. 
Lalsk, comme tout l'oblast de Kirov, est située dans le fuseau horaire MSK (heure de Moscou). Le décalage horaire appliqué par rapport au temps universel coordonné est +03:00.

## Démographie
Recensements (*) et estimations de la population,:
| 2002 * | 2010* | 2021* | - |
| ------ | ----- | ----- | - |
| 4 551  | 4 642 | 2 452 | - |

## Culture locale et patrimoine
Le commune possède un ensemble d'églises et monuments annexes des XVIIe – XVIIIe siècle, qui est classée comme objet patrimonial culturel de Russie d'importance régionale sous le no 431420178770006 depuis 1974.